# Лёгкий способ бросить курить
«Легкий способ бросить курить» (англ. The Easy Way to Stop Smoking) — книга британского писателя Аллена Карра, впервые опубликованная в 1985 году. Книга помогает курильщикам бросить курить. Несмотря на широкую популярность книги, очень мало исследований посвящено эффективности метода Аллена Карра.

## История
После 30 лет непрерывного курения Аллен Карр бросил курить в 1983 году, в возрасте 48 лет. После чего он бросил свою работу бухгалтера и открыл первую клинику «Easyway» помощи другим зависимым. Карр написал несколько книг, посвященных борьбе с зависимостями, некоторые из которых стали бестселлерами.
По мнению Карра курение сигарет носит психологический характер. Книга разделена на 44 главы, после прочтения которых у курильщика должно сформироваться решение бросить курить.
Спустя 9 лет после выхода первой книги в 1994 году Карр выпустил продолжение «Единственный способ бросить курить навсегда», в котором учёл недочёты первой книги и собственный опыт лечения пациентов.

Автор умер от рака легких.